# Ровенський повіт
Рівненський повіт — історична адміністративно-територіальна одиниця на українських землях, що входили до складу Російської імперії, Української Держави, Польщі і СРСР. Повітовий центр — місто Рівне.

## Царські часи
Утворений у 1795 році у складі Волинського намісництва, з 1796 — у складі Волинської губернії.
Повіт знаходився в середній частині північної смуги губернії. За контуром своїм представляв два неправильні чотирикутники, складені кутами. Межував на заході з Луцьким, південному заході Дубенським, півдні Острозьким, сході Новоград-Волинським і Овруцьким повітами Волинської губернії та з Мінською губернією на півночі. Площа повіту становила 7 529 верст² (8 568 км²).
За працею російського військового статистика Олександра Ріттіха «Племенной состав контингентов русской армии и мужского населения Европейской России» 1875 року частка українців серед чоловіків призовного віку повіту становила 76,3 %, євреїв — 13 %, поляків — 5 %, німців — 3,8 %, чехів — 1 %.
Згідно з переписом населення Російської імперії 1897 року в повіті проживало 273 001 осіб. З них 60,49 % — українці, 15,95 % — євреї, 9,2 % — поляки, 8,94 % — німці, 3,15 % — росіяни, 1,72 % — чехи, 0,13 % — татари, 0,3 % — білоруси.
У повіті був 961 населений пункт, в тому числі 1 місто (повітове) та 13 містечок.

### Адміністративний поділ
Станом на 1885 рік повіт поділявся на 22 волості. Наприкінці ХІХ ст. ряд волостей було ліквідовано, на 1906 рік повіт поділявся на 17 волостей та місто Рівне із передмістями Америка, Воля, Кавказ, Інтендантською садибою, фільварком Козлин, урочищем Біла, казенною будівлею поза містом, казармами інженерного відомства, цегельнями Абрамовича, Зброжека, Стефана Зброжека, Любомирського, Брандта Райза, Мойсея Райза.

## Польський період

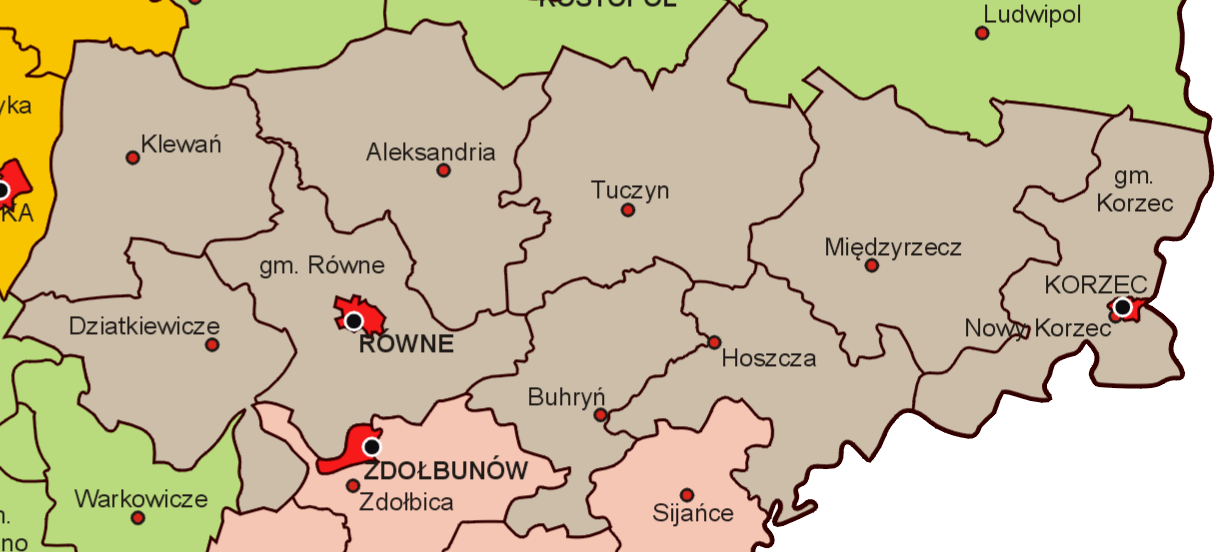
Рівненський повіт

У травні 1920 року Бугринську та Гощанську волості було передано зі складу Острозького повіту до Рівненського. Також до повіту включено Корецьку волость з Новоград-Волинського повіту, яка опинилася на захід від нового кордону. Натомість до Новоград-Волинського повіту відійшли села Брониця, Броницька Гута, Кленове та Прихід Селищанської волості, які опинилися на схід від нового кордону.
19 лютого 1921 року повіт включений до новоутвореного Волинського воєводства. У склад повіту входило 3 міста, 5 містечок і 16 ґмін-волостей (включали 947 сільських поселень, з них 31 знищене війною і незаселене); проживало 338 134 особи (233 016 православних, 45 605 римо-католиків, 10 411 євангелістів, 1 921 інших християн, 47 123 юдеї, 107 інших).
31 грудня 1924 року до гміни Костопіль приєднано вилучені з гміни Кустинь колонії Дерманка і Хотинка з фільварком Хотинка та вилучені з гміни Тучин село і селище Малі Селища, села Юзефувка, Мала Любашка, Борщувка, колонії Груди, Анноваль, Крухи, Долганєц, Янішувка, Колбанє, Руденка і Майдан Руденський
1 січня 1925 року включено до повіту вилучену з Острозького повіту ґміну Майкув, натомість вилучено з повіту ґміну Здолбіца і включено до Острозького повіту, а з вилучених Деражненської, Стидинської, Степанської, Березненської, Костопільської і Людвіпольської гмін Рівненського повіту утворено Костопільський повіт. Після цього до складу Рівненського повіту входило 9 сільських і 2 міські гміни (306 сільських громад (солтиств-солецтв) і 2 міста).
Розпорядженням Ради Міністрів 6 грудня 1933 року ґміну Майкув ліквідовано, а склад інших ґмін переформатовано.

### Адміністративний поділ
Міські ґміни:
1. м. Здолбунів — до 1925. Передане до Здолбунівського повіту
2. м. Корець
3. м. Рівне
4. містечко Березне — до 1925. Передане до Костопільського повіту
5. містечко Костопіль — до 1925. Отримало статус міста та передане до Костопільського повіту
6. містечко Межирічі  - до 1926. Статус понижений до містечка сільської ґміни
7. містечко Тучин  - до 1926. Статус понижений до містечка сільської ґміни

Сільські ґміни:
1. Ґміна Березне — до 1925. Передана до Костопільського повіту
2. Ґміна Бугрин
3. Ґміна Гоща
4. Ґміна Деражне — до 1925. Передана до Костопільського повіту
5. Ґміна Дядьковичі
6. Ґміна Здовбиця — до 1925. Передана до Здолбунівського повіту
7. Ґміна Клевань
8. Ґміна Корець
9. Ґміна Костопіль — до 1925. Передана до Костопільського повіту
10. Ґміна Людвипіль — до 1925. Передана до Костопільського повіту
11. Ґміна Майків — до 1933
12. Ґміна Межиричі
13. Ґміна Олєксандрія (Кустин)
14. Ґміна Рівне
15. Ґміна Степань — до 1925. Передана до Костопільського повіту
16. Ґміна Стидин — до 1925. Передана до Костопільського повіту
17. Ґміна Тучин

## Радянський період
Включений 27 листопада 1939 року до новоутвореної Ровенської області. 17 січня 1940 року поділений на райони:
1. Ровенський район — з Дядьковицької та Рівненської волостей з центром в м. Ровно;
2. Гощанський район — з Бугринської і Гощанської волостей з центром в с. Гоща;
3. Клеванський район — з частини Клеванської волості з центром в смт Клевань;
4. Корецький район — з Корецької волості і м. Корець з центром в м. Корець;
5. Межиріцький район — з Межиріцької волості з центром в с. Межирічі;
6. Олександрійський район — з Олександрійської та частини Клеванської волостей з центром в с. Олександрія;
7. Тучинський район — з Тучинської волості з центром в с. Тучин.